# چشمه الله‌وردی
چشمه الله‌وردی روستایی از توابع بخش مرکزی شهرستان آشتیان در استان مرکزی ایران است.

## تغییر نام
این روستا در گذشته «چشمه خان وردی» نام داشته و طبق مصوبۀ هیئت وزیران مورخ ۱۸ مرداد ۱۳۶۶ به «چشمه الله وردی» تغییر نام پیدا می‌کند.

## جمعیت
این روستا در دهستان سیاوشان قرار دارد و براساس سرشماری مرکز آمار ایران در سال ۱۳۹۵، جمعیت آن ۶۹ نفر (۲۶ خانوار) بوده‌است.

## آثار باستانی
روستای چشمه دارای سد خاکی مربوط به دوره ساسانیان می‌باشد.